# Leland Stanford
Amasa Leland Stanford (9. března 1824, Watervliet – 21. června 1893, Palo Alto) byl americký podnikatel, politik a filantrop.
Během Kalifornské zlaté horečky odešel z New Yorku do Kalifornie a zbohatl ve velkoobchodu. Byl prezidentem železnic Southern Pacific Railroad a Central Pacific. V letech 1862–1863 byl guvernérem Kalifornie, v letech 1885–1893 senátorem, za Republikánskou stranu. Jako politik využíval protičínských nálad a bojoval za omezení imigrace z Číny. Roku 1885 založil Stanfordovu univerzitu, pod názvem Leland Stanford Junior University, to k uctění památky svého syna, který zemřel na tyfus rok předtím ve Florencii, během rodinného výletu po Evropě. Univerzitě Stanford daroval 40 milionů dolarů (více než miliarda v cenách roku 2010). V kampusu Stanfordovy univerzity se nachází i rodinná hrobka, v níž je Leland Stenford pochován. Byl svobodným zednářem.